# Viva la Vida or Death and All His Friends
Viva la Vida or Death and All His Friends —en españolː Viva la vida o muerte y todos sus amigos— es el cuarto álbum de estudio de la banda británica Coldplay. Fue lanzado al mercado el 12 de junio de 2008 en el Reino Unido y el 17 de junio de 2008 en Estados Unidos y Canadá. El proyecto fue producido por Brian Eno. El primer sencillo del disco, «Violet Hill», fue lanzado el 29 de abril de 2008 como una descarga gratuita desde el sitio web oficial de Coldplay.
El álbum se convirtió en el más vendido de la historia de las ventas digitales pagadas. Llegó a más de 1 300 000 ventas digitales solo en los Estados Unidos. También, Viva la Vida or Death and All His Friends fue el álbum más vendido del 2008 superó las 6.8 millones de copias  Viva La Vida Or Death And All His Friends ha vendido más de 19 millones de unidades a nivel mundial convirtiéndose en unos de los álbumes más vendidos y exitosos de todos los tiempos . También es considerado uno de los mejores álbumes de toda la historia . 

## Historia
A principios de diciembre de 2006, fue anunciado en Billboard.com que el próximo álbum de Coldplay sería lanzado a finales de 2007. Esto fue negado en varias ocasiones por la banda en la sección de «Preguntas y respuestas» de su sitio web. En el sito anunciarían una minigira por Latinoamérica durante principios de 2007. Mientras se desarrollaba el tour, la banda anunció que trabajaba en material para su nuevo disco y que "probarían algunas de sus nuevas canciones en algunos shows íntimos", cosa que no sucedió. 
A fines de enero de 2007, durante una entrevista en Front Row de la BBC Radio 4, el músico y productor Brian Eno anunció que él produciría el cuarto álbum de Coldplay, mientras que en marzo de 2007 Timbaland declaró a GQ que él estaba colaborando en el próximo álbum de Coldplay.
En julio de 2007, Coldplay reveló que el álbum tendría influencia hispana, siendo grabado en iglesias y otros lugares de España, como Barcelona. 
A principios de diciembre de 2007 un mensaje en el sitio web oficial de la banda sugería que el disco ya se encontraba terminado. El mensaje en cuestión estaba firmado como 'Prospekt', lo que hizo rumorear que ese sería el nombre del disco. El 30 de enero de 2008 Coldplay anunció dos nuevas canciones ("Lovers in Japan" y "Strawberry Swing") y confirmó que 'Prospekt' no sería el nombre del disco.
El 18 de marzo Chris Martin reveló en una entrevista a Rolling Stone que el álbum sería lanzado el 16 de junio. Viva la vida toma el nombre de una pintura de Frida Kahlo, una aclamada artista mexicana del siglo XX.
El 10 de abril Coldplay reveló en su web el listado de canciones y la fecha de lanzamiento oficial, anunciando el lanzamiento de algunos sencillos antes del nuevo disco. Esto se materializó cuando Violet Hill (cuya intro salió de una improvisación realizada entre Jon Hopkins y el arreglista de la banda David Rossi) fue anunciado como el primer sencillo del nuevo álbum, el que también tendrá un video que fue grabado en Sicilia, Italia. El 27 de abril Coldplay anunció que el nuevo sencillo estaría disponible en su web y de forma gratuita durante una semana desde el 29 de abril.
Durante su colaboración, Jon Hopkins creó sus pistas en solitario, y su canción “Light through the veins” se adaptó para servir de introducción como primera canción del álbum “Life in Technicolor”. “Light through the veins” también fue cogida por la banda para servir de música de fondo para la canción “The Escapist”, que es una canción escondida al final del álbum.
El 14 de julio, la banda lanzó una canción en su página oficial llamada "Death Will Never Conquer", para que la gente la descargue gratis enviando sus datos. Esta canción era cantada solo por el baterista de Coldplay, Will Champion.
La carátula del disco, anunciada el 27 de abril, muestra la pintura que conmemora la Revolución de Julio, en 1830, llamada La Libertad guiando al pueblo, del pintor francés Eugène Delacroix. 
Un antecedente de una pintura clásica como portada es el disco argentino ¡Bang! ¡Bang! Estás liquidado (1989), de Los Redonditos de Ricota, que usaron El tres de mayo de 1808 en Madrid de Francisco de Goya.

## Desempeño Comercial
Antes de su lanzamiento, Viva la Vida Or Death And All His Friends se convirtió en el álbum más preordenado en la historia de iTunes , estableciendo posteriormente el récord de ventas globales de la primera semana en la plataforma.  Debutó en el número uno en 36 países, logró las mayores ventas de álbumes de 2008. Viva la Vida Or Death And All His Friends fue el disco más vendido de la década en formato de descarga digital. Vendió 125.000 copias en su primer día de lanzamiento en el Reino Unido y 302.074 en tres días, debutando en el número uno. Durante su segunda semana, el disco vendió otras 198.000 copias, logrando una certificación de platino. Después de diez días, Viva la Vida Or Death And All His Friends superó la marca de 500.000 copias, superando las ventas de la primera semana en el Reino Unido del tercer álbum de Coldplay, X&Y . A octubre de 2021, ha vendido 1.500.000 copias en el país.
Debutó con ventas de 41.041 copias en Australia y desde entonces ha sido certificado 4 veces platino.En Canadá, el álbum debutó en la cima de la lista de álbumes canadienses con 90.000 copias.Permanecería en el número uno durante cinco semanas consecutivas, vendiendo 176.000 copias en el primer mes y finalmente siendo certificado cinco veces platino por la Asociación Canadiense de la Industria Discográfica.En los Estados Unidos, vendió 316.000 copias durante su primer día y 720.000 en su primera semana,manteniendo el puesto número uno durante dos semanas y casi igualando el debut de X&Y de 737.000 copias.En octubre de 2008, el álbum fue certificado doble platino por la RIAA por un envío de más de dos millones de copias,  y hasta agosto de 2011 ha vendido 2,8 millones de copias.

## Legado
Shawn Cooke de Billboard consideró a Viva la Vida or Death and All His Friends como el "último álbum masivo de rock experimental " al escribir su reseña del décimo aniversario, mencionando cómo "No hemos visto otro disco de rock súper popular y multiplatino con un sencillo número uno que realmente se descontrole" desde entonces.  El álbum ha sido descrito retroactivamente como de transición, siendo simultáneamente "el disco más Coldplay" y "diferente a todo lo que habían hecho antes", ya que la banda continuó explorando nuevos estilos y géneros en lanzamientos posteriores. El cantante y productor estadounidense Finneas O'Connell ha citado tanto a Viva la Vida como a Coldplay como influencias para su carrera. El álbum también fue una de las inspiraciones para  When We All Fall Asleep, Where Do We Go? (2019) de su hermana Billie Eilish , y Hit Me Hard and Soft (2024). Viva la Vida or Death and All His Friends también es considerado uno de los mejores álbumes de la historia.

## Lista de canciones
Todas las canciones fueron escritas por Chris Martin, Jon Buckland, Guy Berryman y Will Champion, excepto las que fueron escritas por Jon Hopkins junto a la banda.
| N.º   | Título | Duración  |  |
| 1.    | «Life In Technicolor» (Jon Hopkins)                                                                                         | 2:29      |  |
| 2.    | «Cemeteries of London» | 3:21      |  |
| 3.    | «Lost!» | 3:55      |  |
| 4.    | «42» | 3:57      |  |
| 5.    | «Lovers in Japan/Reign of Love»                                                                                             | 3:57/2:56 |  |
| 6.    | «Yes» (4:04 (incluye la pista oculta Chinese Sleep Chant - 3:01))                                                           | 7:06      |  |
| 7.    | «Viva la Vida» | 4:01      |  |
| 8.    | «Violet Hill» | 3:42      |  |
| 9.    | «Strawberry Swing» | 4:09      |  |
| 10.   | «Death and All His Friends» (3:30 / incluye la pista oculta The Escapist (Martin/Buckland/Berryman/Champions/Hopkins) 2:46) | 6:18      |  |
| 45:48 | |           |  |

| Edición japonesa |         |          |  |
| N.º              | Título  | Duración |  |
| 11.              | «Lost?» | 3:40     |  |
| 49:29            |         |          |  |

| Edición iTunes |                                                            |          |  |
| N.º            | Título                                                     | Duración |  |
| 11.            | «Lost?»                                                    | 3:40     |  |
| 12.            | «Lovers in Japan» (Acoustic version) (solo al preordenar)) | 3:55     |  |
| 53:24          |                                                            |          |  |

| Edición japonesa Prospekt's March edition |                            |          |  |
| N.º                                       | Título                     | Duración |  |
| 11.                                       | «Death Will Never Conquer» | 1:16     |  |
| 47:11                                     |                            |          |  |

| Deluxe edition CD2 |                                      |          |  |
| N.º                | Título                               | Duración |  |
| 1.                 | «Life in Technicolor II»             | 4:06     |  |
| 2.                 | «Postcards From Far Away»            | 0:48     |  |
| 3.                 | «Glass of Water»                     | 4:44     |  |
| 4.                 | «Rainy Day»                          | 3:26     |  |
| 5.                 | «Prospekt's March/Poppyfields»       | 3:39     |  |
| 6.                 | «Lost+» (Ft. Jay-Z)                  | 4:18     |  |
| 7.                 | «Lovers In Japan» (Osaka Sun Mix)    | 3:58     |  |
| 8.                 | «Now My Feet Won't Touch The Ground» | 2:29     |  |
| 27:29              |                                      |          |  |

## Certificaciones
| País           | Posición máxima | Certificación           | Ventas/envíos |
| -------------- | --------------- | ----------------------- | ------------- |
| Argentina      | 1               | Platino                 |               |
| Australia      | 1 (3)           | 2x Platino              | 140.000       |
| Austria        | 1 (2)           | Oro                     | 10 000        |
| Bélgica        | 1               | Platino                 | 30.000        |
| Bolivia        | 1               |                         | 1.700         |
| Brasil         | 1               | 34.500                  |               |
| Canadá         | 1               | 2x Platino              | 176.000       |
| Colombia       | 1               | Platino                 | 20.000        |
| Chile          |                 | Oro                     | 7.500         |
| Corea del Sur  | 1               |                         | 1.849         |
| Croacia        | 1               |                         |               |
| Dinamarca      | 1 (2)           | Oro                     | 15.000        |
| España         | 1               | Platino                 | 140.000       |
| Europa         | 1               | 3x Platino              | 3.000.000     |
| Finlandia      | 1               | Oro                     | 15.000        |
| Francia        | 1 (3)           |                         | 107.561       |
| Irlanda        | 1 (3)           |                         |               |
| Israel         | 1               |                         |               |
| Italia         | 1 (2)           | 2x Platino              | 160.000       |
| Japón          | 3               |                         | 154.788       |
| México         | 1               | 2x Diamante+ 4x Platino | 1.120.000     |
| Noruega        | 1 (2)           |                         |               |
| Nueva Zelanda  | 1 (2)           | Platino                 | 15.000        |
| Países Bajos   | 1 (2)           | Platino                 |               |
| Portugal       | 1 (2)           |                         |               |
| Reino Unido    | 1 (2)           | 4x Platino              | 1,249,046     |
| Suecia         | 1 (2)           |                         |               |
| Suiza          | 1 (2)           |                         |               |
| Estados Unidos | 1 (2)           | 2x Platino              | 2.500.000     |
| Mundial        | 1 (1+)          |                         | 8.000.000     |

### Posiciones a fin de año
| País     | Posición |
| -------- | -------- |
| 2008     |          |
| Austria  | 8        |
| Alemania | 6        |
| Grecia   | 2        |
| 2009     |          |
| Alemania | 49       |
| Suiza    | 45       |

## Fechas de lanzamiento
El álbum fue lanzado por EMI en diferentes fechas:
| País                      | Fecha               | Sello discográfico | Formato | Número de catálogo            |
| ------------------------- | ------------------- | ------------------ | ------- | ----------------------------- |
| Japón                     | 11 de junio de 2008 | Toshiba-EMI        | CD      | TOCP-66805 / 49880 068632 5 5 |
| Reino Unido               | 12 de junio de 2008 | Parlophone         | CD      | 5 099921 211409               |
| Reino Unido               | 12 de junio de 2008 | Parlophone         | LP      | 5 099921 211416               |
| Europa                    | 13 de junio de 2008 | Capitol Records    | CD      |                               |
| Australia y Nueva Zelanda | 14 de junio de 2008 | EMI                | CD      | 2169640                       |
| Mundial                   | 16 de junio de 2008 | EMI                | CD      |                               |
| Canadá                    | 17 de junio de 2008 | Capitol Records    | CD      | 509992 26126 0 1              |
| Estados Unidos            | 17 de junio de 2008 | Capitol Records    | CD      | 50999 2 16886 0 7             |
| Estados Unidos            | 17 de junio de 2008 | Capitol Records    | LP      | 50999 2 16965 1 0             |

## Posiciones de las canciones en las listas
| Lanzamiento                                   | Título                      | Posiciones máximas en los charts | Posiciones máximas en los charts | Posiciones máximas en los charts | Posiciones máximas en los charts | Posiciones máximas en los charts | Posiciones máximas en los charts | Posiciones máximas en los charts | Posiciones máximas en los charts | Posiciones máximas en los charts | Posiciones máximas en los charts | Posiciones máximas en los charts | Posiciones máximas en los charts | Posiciones máximas en los charts | Posiciones máximas en los charts | Posiciones máximas en los charts |
| Lanzamiento                                   | Título                      | RU                               | EU                               | EU Alt.                          | CAN                              | AUS                              | NZL                              | IRL                              | JPN                              |                                  |                                  |                                  |                                  |                                  |                                  |                                  |
| --------------------------------------------- | --------------------------- | -------------------------------- | -------------------------------- | -------------------------------- | -------------------------------- | -------------------------------- | -------------------------------- | -------------------------------- | -------------------------------- | -------------------------------- | -------------------------------- | -------------------------------- | -------------------------------- | -------------------------------- | -------------------------------- | -------------------------------- |
| N/A                                           | «Life in Technicolor»       | 112                              | —                                | —                                | 92                               | —                                | —                                | —                                | —                                |                                  |                                  |                                  |                                  |                                  |                                  |                                  |
| N/A                                           | «Cemeteries of London»      | 134                              | —                                | —                                | —                                | —                                | —                                | —                                | —                                |                                  |                                  |                                  |                                  |                                  |                                  |                                  |
| 2008                                          | «Lost!»                     | 54                               | 40                               | 10                               | 55                               | —                                | —                                | 22                               | —                                |                                  |                                  |                                  |                                  |                                  |                                  |                                  |
| N/A                                           | «42»                        | 123                              | —                                | —                                | —                                | —                                | —                                | —                                | —                                |                                  |                                  |                                  |                                  |                                  |                                  |                                  |
| 2008                                          | «Lovers in Japan»           | —                                | 110                              | —                                | 77                               | —                                | —                                | —                                | 41                               |                                  |                                  |                                  |                                  |                                  |                                  |                                  |
| 2008                                          | «Viva la Vida»              | 1                                | 1                                | 1                                | 4                                | 2                                | 16                               | 3                                | 3                                |                                  |                                  |                                  |                                  |                                  |                                  |                                  |
| 2008                                          | «Violet Hill»               | 8                                | 40                               | 9                                | 6                                | 9                                | 5                                | 13                               | 22                               |                                  |                                  |                                  |                                  |                                  |                                  |                                  |
| 2009                                          | «Strawberry Swing»          | 158                              | —                                | —                                | —                                | —                                | —                                | —                                | —                                |                                  |                                  |                                  |                                  |                                  |                                  |                                  |
| N/A                                           | «Death and All His Friends» | 183                              | —                                | —                                | —                                | —                                | —                                | —                                | —                                |                                  |                                  |                                  |                                  |                                  |                                  |                                  |
| "—" indica que no tuvo posición en ese chart. |                             |                                  |                                  |                                  |                                  |                                  |                                  |                                  |                                  |                                  |                                  |                                  |                                  |                                  |                                  |                                  |

| Predecesor: 22 Dreams de Paul Weller                  | UK Album Chart - Álbum n.º 1 (primera carrera) 15 de junio de 2008 - 20 de julio de 2008 | Sucesor: Now You're Gone – The Album de Basshunter |
| Predecesor: Now You're Gone – The Album de Basshunter | UK Album Chart - Álbum n.º 1 (según carrera) 27 de julio de 2008 - 3 de agosto de 2008   | Sucesor: ABBA Gold: Greatest Hits de ABBA          |
| Predecesor: Radiohead: The Best of de Radiohead       | Irlanda - Álbum n.º 1 19 de junio de 2008 -                                              | Sucesor: -                                         |
| Predecesor: Des Roses et des Orties de Francis Cabrel | Francia - Álbum n.º 1 (primera carrera) 21 de junio de 2008 - 12 de julio de 2008        | Sucesor: Comme si de rien n'était de Carla Bruni   |
| Predecesor: Comme si de rien n'était de Carla Bruni   | Francia - Álbum n.º 1 (según carrera) 26 de julio de 2008 -                              | Sucesor: -                                         |
| Predecesor: Indestructible de Disturbed               | ARIA Albums Chart - Álbum n.º 1 23 de junio de 2008 - 14 de julio de 2008                | Sucesor: Mamma Mia! Soundtrack                     |
| Predecesor: Indestructible de Disturbed               | Nueva Zelanda - Álbum n.º 1 23 de junio de 2008 - 14 de julio de 2008                    | Sucesor: Mamma Mia! Soundtrack                     |
| Predecesor: Tha Carter III de Lil Wayne               | Billboard 200 - Álbum n.º 1 29 de junio de 2008 - 12 de julio de 2008                    | Sucesor: Tha Carter III de Lil Wayne (retorno)     |

Notas
1. ↑  N/A especifica que dichas canciones no fueron lanzadas como sencillos.